# Kuala Semanyam
Kuala Semanyam is een bestuurslaag in het regentschap Nagan Raya van de provincie Atjeh, Indonesië. Kuala Semanyam telt 197 inwoners (volkstelling 2010).